# 肖爾維尤 (明尼蘇達州)
肖爾維尤（英語：Shoreview）是一個位於美國明尼蘇達州拉姆西縣的城市。

## 人口
根據2020年美國人口普查的數據，肖爾維尤的面積為32.78平方千米，當中陸地面積為27.89平方千米，而水域面積為4.89平方千米。當地共有人口26921人，而人口密度為每平方千米821人。